# Malattia terminale
Una malattia terminale è una patologia che ha una forma cronica, degenerativa o una patologia neoplastica caratterizzata da una evoluzione non arrestabile alla luce delle terapie conosciute, per la quale non esistono terapie oppure che tali terapie siano inefficaci o inadeguate a prolungare la sopravvivenza del paziente o a stabilizzarne il quadro clinico; essa quindi non può essere curata o trattata adeguatamente e si prevede ragionevolmente che porterà alla morte.

## Gestione
Per definizione, non esiste una cura o un trattamento adeguato per le malattie terminali. Tuttavia, alcuni tipi di trattamenti medici possono essere comunque appropriati, come il trattamento per ridurre il dolore.
Alcuni malati terminali interrompono tutti i trattamenti debilitanti per ridurre gli effetti collaterali indesiderati. Altri continuano un trattamento aggressivo nella speranza di un successo inaspettato. Altri ancora rifiutano il trattamento medico convenzionale e perseguono trattamenti non provati come modifiche dietetiche radicali. Le scelte dei pazienti sui diversi trattamenti possono cambiare nel tempo.
Le cure palliative vengono normalmente offerte ai malati terminali, indipendentemente dal loro stile generale di gestione della malattia, se sembra che possano aiutare a gestire sintomi come il dolore e migliorare la qualità della vita. L'assistenza nelle case di cura per lungodegenti, che può essere fornita a casa o in una struttura di assistenza a lungo termine, fornisce inoltre supporto emotivo e spirituale al paziente e ai suoi cari. Alcuni approcci complementari, come la terapia di rilassamento, il massaggio e l'agopuntura possono alleviare alcuni sintomi e altre cause di sofferenza.

### Familiare assistente
I pazienti terminali spesso hanno bisogno di un familiare assistente, che potrebbe essere un infermiere, un infermiere pratico autorizzato o un membro della famiglia. Gli operatori sanitari possono aiutare i pazienti a ricevere farmaci per ridurre il dolore e controllare i sintomi di nausea o vomito. Possono anche aiutare l'individuo con le attività e il movimento della vita quotidiana. I familiari assistenti forniscono assistenza con cibo e supporto psicologico e assicurano che l'individuo sia a suo agio.
La famiglia del paziente può avere domande e la maggior parte degli operatori sanitari può fornire informazioni per aiutare a calmare la mente. I medici generalmente non forniscono stime per paura di instillare false speranze o di cancellare la speranza di un individuo.
Nella maggior parte dei casi, il familiare assistente lavora insieme ai medici e segue le istruzioni professionali. Gli operatori sanitari possono chiamare il medico o un infermiere se l'individuo:
- prova un dolore eccessivo.
- è in difficoltà o ha difficoltà a respirare.
- ha difficoltà a urinare o è stitico.
- è caduto e sembra ferito.
- è depresso e vuole farsi del male.
- si rifiuta di assumere i farmaci prescritti, sollevando preoccupazioni etiche che dovrebbero essere affrontate al meglio da una persona con una formazione formale più ampia.
- o se il familiare assistente non sa come gestire la situazione.

La maggior parte dei familiari assistenti diventano ascoltatori del paziente e lasciano che l'individuo esprima paure e preoccupazioni senza giudizio. Gli operatori sanitari rassicurano il paziente e rispettano tutte le direttive anticipate. I familiari assistenti rispettano il bisogno di privacy dell'individuo e di solito mantengono riservate tutte le informazioni.

### Assistenza nelle case di cura per lungodegenti
Mentre gli ospedali si concentrano sul trattamento della malattia, le case di cura per lungodegenti si concentrano sul miglioramento della qualità della vita dei pazienti fino alla morte. Un malinteso comune è che l'assistenza nelle case di cura per lungodegenti acceleri la morte perché i pazienti "rinunciano" a combattere la malattia. Tuttavia, i pazienti nelle case di cura per lungodegenti spesso vivono lo stesso periodo di tempo dei pazienti in ospedale. Uno studio su 3850 malati di cancro al fegato ha scoperto che i pazienti che hanno ricevuto cure ospedaliere e quelli che non l'hanno fatto, sono sopravvissuti per lo stesso periodo di tempo. In effetti, uno studio su 3399 pazienti adulti con cancro del polmone ha mostrato che i pazienti che hanno ricevuto cure nelle case di cura per lungodegenti sono effettivamente sopravvissuti più a lungo di quelli che non lo hanno fatto. Inoltre, in entrambi questi studi, i pazienti che ricevevano cure nelle case di cura per lungodegenti avevano una spesa sanitaria significativamente inferiore.
L'assistenza nelle case di cura per lungodegenti consente ai pazienti di trascorrere più tempo con la famiglia e gli amici. Poiché i pazienti sono in compagnia di altri pazienti delle case di cura per lungodegenti, hanno una rete di supporto aggiuntiva e possono imparare a farcela insieme. I pazienti delle case di cura per lungodegenti sono anche in grado di vivere in pace lontano da un ambiente ospedaliero; possono vivere a casa con un fornitore di case di cura per lungodegenti o in una struttura ospedaliera di ricovero.

## Farmaci per pazienti terminali
Ai pazienti terminali che avvertono dolore, in particolare il dolore correlato al cancro, vengono spesso prescritti oppioidi per alleviare la sofferenza. Il farmaco specifico prescritto, tuttavia, differirà a seconda della gravità del dolore e dello stato della malattia.
Esistono disparità nella disponibilità di oppioidi per i pazienti terminali, specialmente nei paesi in cui l'accesso agli oppioidi è limitato.
Un sintomo comune che molti pazienti terminali sperimentano è la dispnea o difficoltà di respirazione. Per alleviare questo sintomo, i medici possono anche prescrivere oppioidi ai pazienti. Alcuni studi suggeriscono che gli oppioidi orali possono aiutare con la mancanza di respiro. Tuttavia, a causa della mancanza di prove coerenti e affidabili, al momento non è chiaro se funzionino veramente a questo scopo.
A seconda delle condizioni del paziente, verranno prescritti altri farmaci di conseguenza. Ad esempio, se i pazienti sviluppano depressione, verranno prescritti antidepressivi. Possono essere prescritti anche farmaci antinfiammatori e antinausea.

### Trattamento continuato
Alcuni pazienti terminali scelgono di continuare trattamenti estesi nella speranza di una cura miracolosa, partecipando a trattamenti sperimentali e studi clinici o cercando un trattamento più intenso per la malattia. Piuttosto che "smettere di combattere", i pazienti spendono migliaia di dollari in più per cercare di prolungare la vita di qualche mese in più. Ciò a cui questi pazienti spesso rinunciano, tuttavia, è la qualità della vita alla fine della vita, sottoponendosi a trattamenti intensi e spesso scomodi. Una meta-analisi di 34 studi, inclusi 11.326 pazienti provenienti da 11 paesi, ha rilevato che meno della metà di tutti i pazienti terminali ha compreso correttamente la prognosi della malattia, il decorso della malattia e la probabilità di sopravvivenza. Ciò potrebbe influenzare i pazienti a perseguire un trattamento non necessario per la malattia a causa di aspettative non realistiche.

### Trapianto
Per i pazienti con insufficienza renale allo stadio terminale, gli studi hanno dimostrato che i trapianti aumentano la qualità della vita e riducono la mortalità in questa popolazione. Per essere inseriti nell'elenco dei trapianti d'organo, i pazienti vengono indirizzati e valutati in base a criteri che vanno dalle attuali comorbilità al potenziale rigetto d'organo dopo il trapianto. Le misure di screening iniziali includono: esami del sangue, test di gravidanza, test sierologici, analisi delle urine, screening dei farmaci, diagnostica per immagini ed esami fisici.
Per i pazienti interessati al trapianto di fegato, solo i pazienti con insufficienza epatica acuta hanno la massima priorità rispetto ai pazienti con solo cirrosi. I pazienti con insufficienza epatica acuta presenteranno un peggioramento dei sintomi di sonnolenza o confusione (encefalopatia epatica) e sangue più sottile (aumento dell'INR) a causa dell'incapacità del fegato di produrre fattori di coagulazione. Alcuni pazienti potrebbero manifestare ipertensione portale, emorragie e gonfiore addominale (ascite). Il modello per la malattia epatica allo stadio terminale (MELD) viene spesso utilizzato per aiutare i fornitori a decidere e dare priorità ai candidati per il trapianto.